# 王公衡
王公衡（1906年7月18日—1987年4月29日），原名世铨，男，山东潍县人，中国造船学家、教育家，曾任上海交通大学教授，为中国造船工程学会创始人之一，曾任中国造船工程学会理事、上海市造船工程学会副理事长。
王公衡生于北京，1916年入北京市崇德中学附属小学，1920年入崇德中学。1925年考入交通部唐山大学（今西南交通大学），插班入预科二年级。1931年，从土木工程学院毕业。同年考取公费留学，1933年入英国格拉斯哥大学造船系，1936年毕业。后入英国格林威治皇家海军学院造舰系，1938年毕业。为适应国内需要的小型船方面知识，到桑尼克拉夫特公司的船厂实习。1939年5月，结束实习并回国，到重庆江北的民生机器厂任工程师。1941年秋，任长江区航政局川江造船处工程师，并在重庆商船专科学校造船科任教。1943年，随校并入重庆交通大学造船系。1944年，受聘为航政局技术科科长，负责验船事务。1945年，赴美国考察。1946年，任上海交通大学造船系教授。1947年，兼任南京交通部技正。1954年，参加筹建上海造船学院。1985年退休。